# داني كينغ
داني كينغ (بالإنجليزية: Dani King) مواليد 21 نوفمبر 1990 في ساوثهامبتون، هامبشير، إنجلترا، المملكة المتحدة، هي متسابقة دراجات إنجليزية. شارك في دورة الألعاب الأولمبية الصيفية وفازت بميدالية أولمبية.

## الميداليات
| الميدالية | المسابقة                       |
| --------- | ------------------------------ |
| ذهبية     | الألعاب الأولمبية الصيفية 2012 |

## سباقات أو مراحل فازت بها
| التاريخ        | السباق                                                              | المركز                  |
| -------------- | ------------------------------------------------------------------- | ----------------------- |
| 01 يناير 2012  | ركوب الدراجات في الألعاب الأولمبية الصيفية 2012 – فريق سيدات مطاردة | الفائز في التصنيف العام |
| 23 يونيو 2013  | سباق الطريق للسيدات في بطولة المملكة المتحدة 2013                   |                         |
| 29 يونيو 2014  | سباق الطريق للسيدات في بطولة المملكة المتحدة 2014                   |                         |
| 31 مايو 2015   | Gooik–Geraardsbergen–Gooik 2015                                     | العاشر في التصنيف العام |
| 30 يناير 2016  | Cadel Evans Great Ocean Road Race Women 2016                        | الثالث في التصنيف العام |
| 05 يونيو 2016  | دراجات فيلادلفيا الكلاسيكية 2016                                    | السابع في التصنيف العام |
| 14 أغسطس 2016  | 2016 La Route de France                                             | التاسع في التصنيف العام |
| 25 فبراير 2017 | طواف نيوشبلاد للسيدات 2017                                          | التاسع في التصنيف العام |
| 29 أبريل 2017  | طواف يوركشاير للسيدات 2017                                          | العاشر في التصنيف العام |
| 11 يونيو 2017  | طواف السيدات 2017                                                   | التاسع في التصنيف العام |
| 26 أغسطس 2017  | جي بي دي بلواي 2017                                                 | التاسع في التصنيف العام |
| 14 أبريل 2018  | سباق الطريق للسيدات في ركوب الدراجات في دورة الكومنولث 2018         |                         |
| 01 يوليو 2018  | سباق الطريق للسيدات في بطولة المملكة المتحدة 2018                   |                         |

## روابط خارجية
- داني كينغ على موقع الاتحاد الدولي للدراجات (الإنجليزية)
- داني كينغ على موقع أرشيف الدراجات (الإنجليزية)
- داني كينغ على موقع إحصائيات الدراجات الإحترافية (الإنجليزية)
- داني كينغ على موقع نسبة الدراجات (الإنجليزية)
- داني كينغ على موقع CycleBase (الإنجليزية)
- داني كينغ على موقع اللجنة الأولمبية الدولية (الإنجليزية)
- داني كينغ على موقع أوليمبيديا (الإنجليزية)
- داني كينغ على موقع اللجنة الأولمبية البريطانية (الإنجليزية)
- داني كينغ على موقع اتحاد ألعاب الكومنولث (مؤرشف) (الإنجليزية)